# Camargue (rasa konia)

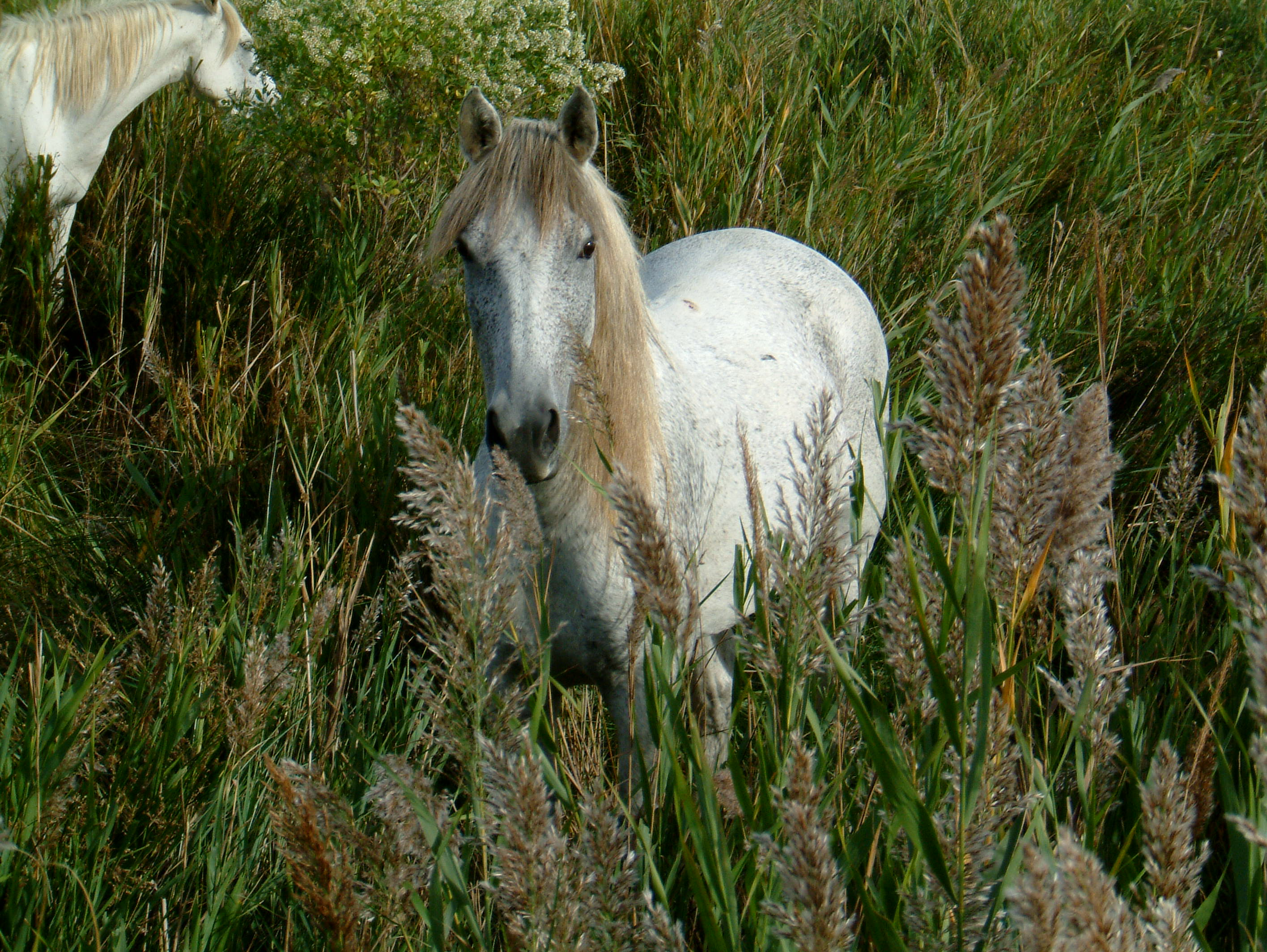
Konie rasy Camargue w okolicy Stes-Maries-de-la-Mer

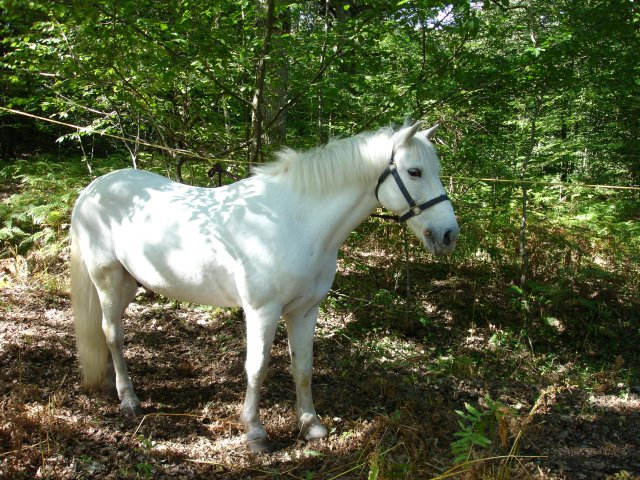
Koń rasy Camargue w lesie Rambouillet

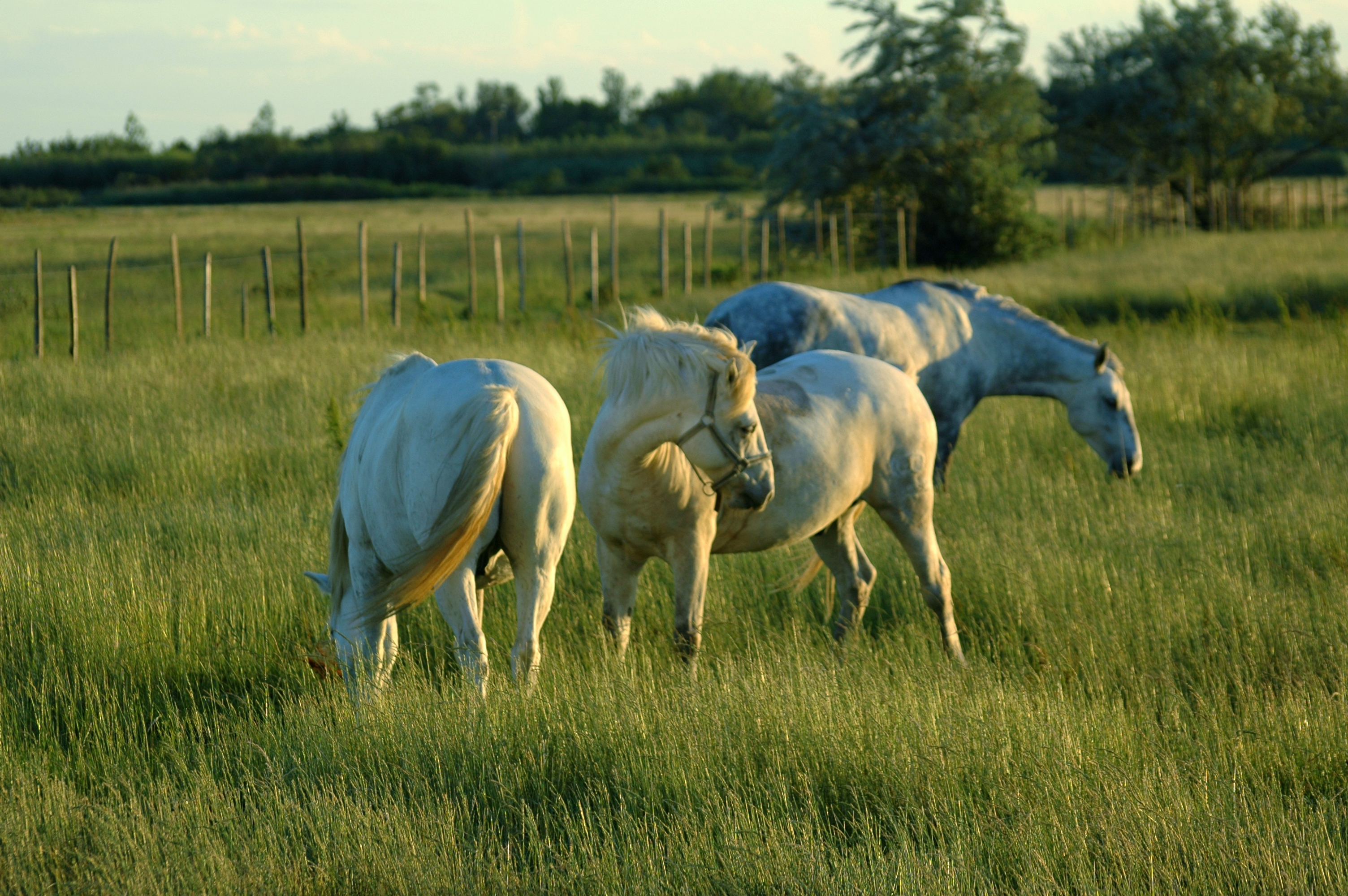
Konie rasy Camargue

Camargue – rasa niedużego konia, bardzo wytrzymałego, który przez tysiące lat swojej bytności w niełatwym klimacie i wśród ubogiej roślinności delty Rodanu na francuskim wybrzeżu Morza Śródziemnego doskonale przystosował się do tych niełatwych warunków wegetacji, latem upał, zimą wilgoć i zimno.

## Nieznane pochodzenie
Pochodzenie camargue'a jest sporne; najprawdopodobniej żyje w delcie Rodanu w południowej Francji od tysięcy lat. Na malowidłach naskalnych sprzed 15 000 lat, odnalezionych w jaskiniach Lascaux i Niaux, pojawiają się zwierzęta, które są całkiem podobne do koni camargue, co potwierdziłoby teorię, że siwki są rdzennymi mieszkańcami tego regionu. Być może w żyłach współczesnych koni płynie domieszka krwi azjatyckich i mongolskich koni przywiezionych przed 2 000 lat na południe Francji przez Gotów. Pewne jest, że w VII i VIII w. miejscowy koń został skrzyżowany z berberem przywiezionym z Afryki Północnej przez Maurów.

## W izolacji
Od tamtej pory dzikie stada koni Camargue, których stada nazywa się "manades" pozostały nietknięte wpływami zewnętrznymi. Żyjąc w geograficznej izolacji, zachowały niezmienione cechy od ponad tysiąca lat – jako jedna z nielicznych europejskich ras.
Koń Camargue został oficjalnie uznany za rasę dopiero w 1968. Od tamtej pory działa związek hodowlany, a ogiery są pod dyskretną opieką państwowej stadniny w Uzes. Od 1998 Camargue są ponownie hodowane w czystości rasy. Populację nadzoruje stacja hodowlana Tour de Valat. Wprawdzie cywilizacja ograniczyła przestrzeń życiową "manades", ale liczba półdzikich stad w przeciągu ostatnich dekad nie tylko nie spadła, ale nawet nieco się powiększyła.
Konie camargue to tradycyjne wierzchowce miejscowych pasterzy przepędzających za ich pomocą bydło, gdzie są bardzo pomocne. Wraz z rozwojem ruchu turystycznego wokół rezerwatu przyrody – słonego jeziora nieopodal Vaccares, siwy camargue cieszy się też rosnącą popularnością wśród przybyszów chcących zakosztować uroków jazdy na tym malowniczym terenie.
W rodzinnym regionie Camargue wciąż żyje kilka półdzikich stad "siwych koni morskich", które każdego roku są spędzane i oddzielane są niektóre z nich w celu wykorzystania ich jako wierzchowców, oraz dokonuje się selekcji osobników wybrakowanych w celu ograniczenia populacji i utrzymania rasy w dobrej kondycji.